# Dorpenomloop Rucphen 2018
La Dorpenomloop Rucphen 2018 (nome ufficiale, per ragioni di sponsorizzazione, Rabobank Dorpenomloop Rucphen 2018), quarantaduesima edizione della corsa, valida come evento dell'UCI Europe Tour 2018 categoria 1.2, si svolse l'11 marzo 2018 su un percorso di 187,5 km, con partenza ed arrivo a Sint Willebrord, nei Paesi Bassi. La vittoria fu appannaggio del danese Mikkel Bjerg, che completò il percorso in 4h 13' 20" alla media di 44,41 km/h precedendo il belga Rune Herregodts e l'olandese Maarten van Trijp, piazzatosi terzo.
Dei 146 ciclisti alla partenza tagliarono il traguardo in 129.

## Squadre partecipanti
| N.      | Cod. | Squadra                     |
| ------- | ---- | --------------------------- |
| 1-6     | RNL  | Roompot-Nederlandse Loterij |
| 11-17   | HBA  | Hagens Berman-Axeon         |
| 21-25   | ALE  | Alecto Cyclingteam          |
| 31-37   | BCC  | Canyon Eisberg              |
| 41-47   | DCR  | Delta Cycling Rotterdam     |
| 51-57   | DES  | Destil-Parkhotel Valkenburg |
| 61-67   | HRN  | Heizomat Rad-Net            |
| 71-77   | MET  | Metec-TKH p/b Mantel        |
| 81-87   | RIW  | Riwal CeramicSpeed CT       |
| 91-97   | SEG  | SEG Racing Academy          |
| 101-107 | TIS  | Tarteletto-Isorex           |
| 111-117 | TCQ  | ColoQuick                   |

| N.      | Cod. | Squadra                         |
| ------- | ---- | ------------------------------- |
| 121-126 | TDA  | Dauner D&DQ-Akkon               |
| 131-137 | CCD  | Differdange-Losch               |
| 141-147 | LKH  | Team Lotto-Kern Haus            |
| 151-157 | SVL  | Sauerland NRW-SKS Germany       |
| 161-167 | GBR  | Selezione britannica            |
| 171-177 |      | Willebrord Wil Vooruit          |
| 181-187 |      | Lotto Soudal U23                |
| 191-197 |      | Mysenlan-Spie-Douterloigne CT   |
| 201-207 |      | NWV Groningen-Fila-Nijwa Trucks |
| 211-217 |      | Volker-Wessels-Merckx           |
| 221-227 |      | LottoNL-Jumbo-De Jonge Renner   |

## Ordine d'arrivo (Top 10)
| Pos. | Corridore         | Squadra    | Tempo    |
| ---- | ----------------- | ---------- | -------- |
| 1    | Mikkel Bjerg      | Hagens     | 4h13'20" |
| 2    | Rune Herregodts   | Lotto U23  | s.t.     |
| 3    | Maarten van Trijp | Destil     | a 6"     |
| 4    | Wouter Wippert    | Roompot    | s.t.     |
| 5    | Jasper Philipsen  | Hagens     | s.t.     |
| 6    | Alex Colman       | Lotto U23  | s.t.     |
| 7    | Jordi Meeus       | SEG Racing | s.t.     |
| 8    | Patrick Haller    | Heizomat   | s.t.     |
| 9    | Jacob Vaughan     | Lotto U23  | s.t.     |
| 10   | Twan Brusselman   | Destil     | s.t.     |